# Horní Bezděkov
Horní Bezděkov település Csehországban, a Kladnói járásban. Horní Bezděkov Unhošť, Družec, Braškov, Malé Kyšice, Kyšice és Bratronice településekkel határos. Lakosainak száma 741 fő (2024. január 1.).

## Népesség
A település lakosságának változását az alábbi diagram mutatja:
| Lakosok száma | 240  | 177  | 304  | 252  | 301  | 439  | 626  | 658  | 711  | 741  |
|               | 1869 | 1890 | 1921 | 1950 | 1980 | 2001 | 2017 | 2019 | 2022 | 2024 |